# Cyathura tridentata
Cyathura tridentata är en kräftdjursart som beskrevs av Wagner 1990. Cyathura tridentata ingår i släktet Cyathura och familjen Anthuridae. Inga underarter finns listade i Catalogue of Life.